# Åsa Larsson
Åsa Larsson (Uppsala, Suècia, 28 de juny de 1966) és una escriptora sueca de novel·la negra. Malgrat que nasqué a Uppsala, va créixer a Kiruna (nord de Suècia) i actualment viu a Mariefred. Abans de dedicar-se a escriure a temps complet, treballà com a advocada tributària, professió que comparteix amb la protagonista de les seves novel·les, Rebecka Martinsson.
Darrerament s'ha passat a la literatura juvenil. A principis de 2015 va publicar els primers llibres de la saga PAX, una sèrie de llibres de misteri amb tocs de terror i aventura inspirada en la mitologia nòrdica. La sèrie de 10 novel·les ha estat escrita conjuntament amb l'especialista en literatura infantil i juvenil Ingela Korsell i amb il·lustracions en blanc i negre d'Henrik Jonsson.

## Adaptacions
La novela Solstorm (Aurora boreal) ha estat portada al cinema el 2007 en una coproducció de Finlàndia-Suècia dirigida per Leif Lindblom i protagonitzada per Izabella Scorupco en el paper de Rebecka Martinson i Mikael Persbrandt en el de Thomas Söderberg.

## Premis
• Premi de l'Associació d'Escriptors Suecs de Novel·la Negra 2003 a la millor òpera prima per Aurora boreal.
• Millor Novel·la Negra de Suècia 2004 per Sang vessada.
• Ploma de Plata de la Fira del Llibre de Bilbao 2010 per Aurora boreal.